# Michael Morpurgo

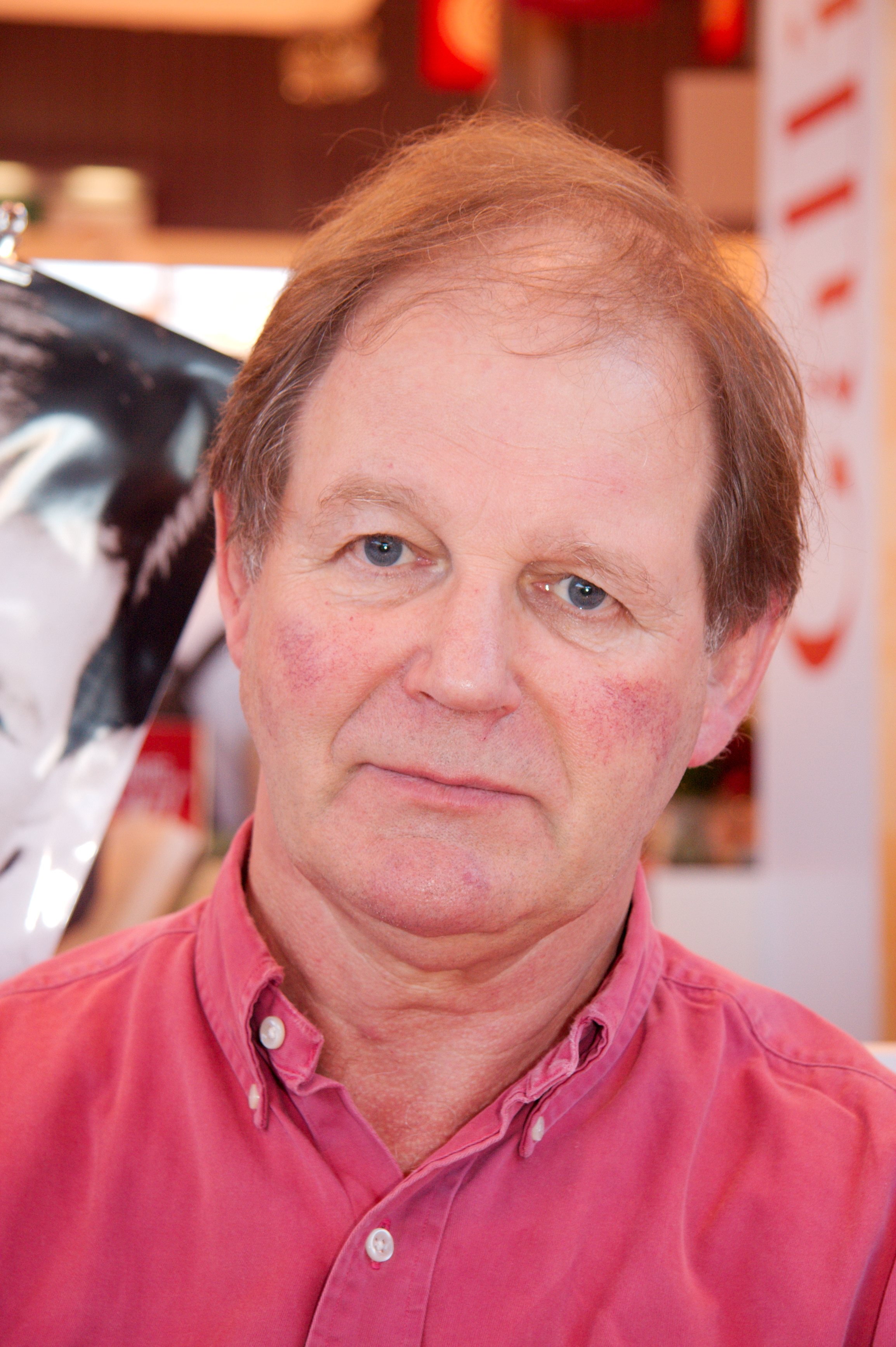
Michael Morpurgo (2009)

Sir Michael Andrew Bridge Morpurgo (* 5. Oktober 1943 in St Albans bei London) ist ein britischer Schriftsteller. Er war Preisträger des  Children’s Laureate (2003–2005). Die Idee zu diesem Preis entsprang einem Gespräch zwischen dem Poet Laureate Ted Hughes und Morpurgo.
Er ist einer der bekanntesten britischen Kinder- und Jugendbuchautoren.
Morpurgo schreibt hauptsächlich Abenteuerbücher für Jugendliche im Stil von Robert Louis Stevenson und Hughes. Mit seiner Gattin gründete er in Devon das Projekt „Bauernhöfe für Stadtkinder“. Für seine erzieherischen Dienste wurde er 1999 mit dem Orden des Britischen Empire ausgezeichnet. Besonders bekannt wurde er 2011 durch Steven Spielbergs Verfilmung von War Horse mit dem deutschen Titel Gefährten.
Bei der alljährlichen Neujahrsehrung der Queen wurde Morpurgo im Januar 2018 zum Knight Bachelor und somit zum Sir ernannt.

## Auszeichnungen
- Whitbread Book Award 1995 für The Wreck of the Zanzibar
- Nestlé Smarties Book Prize 1996 für The Butterfly Lion
- Order of the British Empire 1999
- Children’s Laureate 2003–2005[1]
- Red House Children’s Book Award 2004 für Private Peaceful (deutsch Mein Bruder Charlie)
- Blue Peter Book Award 2005 für Private Peaceful
- ALA Best Books for Young Adults 2005 für Private Peaceful
- Eleanor Farjeon Award 2018

## Werke
- War Horse, 1982 (dt.: Schicksalsgefährten, Carlsen, Hamburg 2004, ISBN 978-3-551-58137-2), als Theaterinszenierung: Gefährten
- Kensuke's Kingdom (dt. Kensukes Königreich – Inselabenteuer im Korallenmeer)
- Twist of Gold, 1983 (dt. Eine Kette aus Gold)
- Why the Whales Came, 1985 (dt. Als die Wale kamen)
- Wombat Goes Walkabout, 1999 (dt. Wombats Abenteuer)
- The Butterfly Lion, 1996 (dt. Der Schmetterlingslöwe)
- Escape from Shangri-La
- Die schwarze Hexe
- The Wreck of the Zanzibar
- The King of the Cloud Forests
- Arthur, High King of Britain
- The Marble Crusher and Other Stories
- The White Horse of Zennor and Other Stories
- The Nine Lives of Montezuma
- Little Foxes, 1984
- Jo-Jo the Melon Donkey
- Mr Nobody's Eyes
- My Friend Walter
- It's a Dog's Life, 2006
- Toro! Toro!, 2001 (dt. Toro! Toro!: Eine Geschichte aus Andalusien)
- Follow the Swallow (dt. Folge dem Weg der Schwalbe, 2003, Carlsen-Verlag)
- Das Gespenst mit den roten Augen
- The Sleeping Sword (dt. Das schlafende Schwert)
- Billy the Kid, 2000 (dt. Die Sache mit Billys Knie)
- Großvater auf Probe
- Adolphus Tips
- Private Peaceful (dt. Mein Bruder Charlie)
- Waiting for Anya (dt.: Warten auf Anya, Carlsen-Verlag 2009)
- Shadow
- Cool
- Running Wild
- Outlaw